# Karl Eugen xứ Württemberg

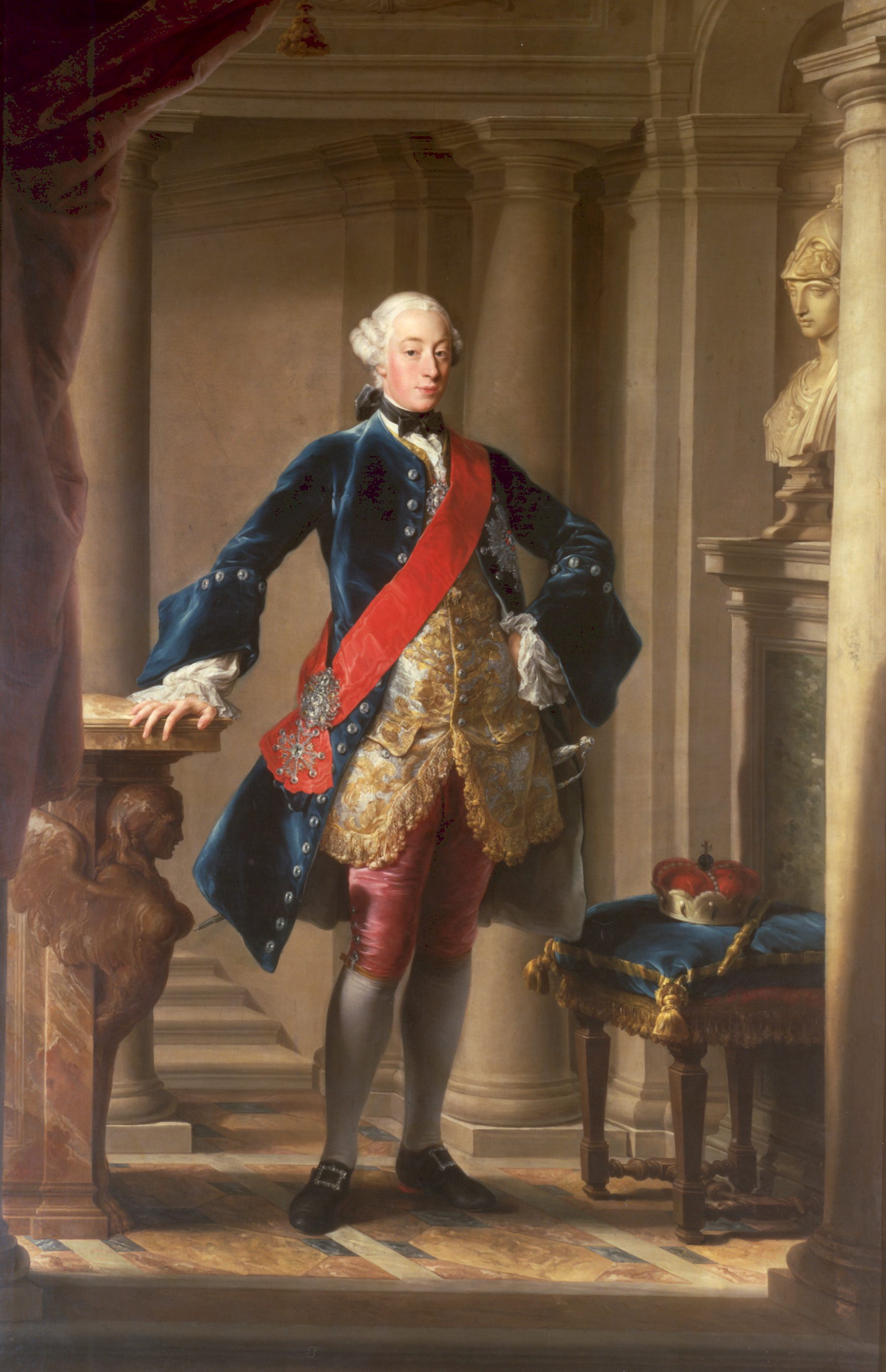
Carl Eugen trong bức chân dung của Pompeo Batoni

Karl Eugene (tiếng Đức: Carl Eugen ; 11 tháng 2 năm 1728 – 24 tháng 10 năm 1793) là Công tước cai trị xứ Württemberg. Ông là con trai cả và là người kế vị của Charles Alexander với Marie Auguste xứ Thurn và Taxis.